# 아이신기오로 아민
아이신기오로 아민(愛新覺羅阿敏, ᠠᠮᡳᠨ, 1586.10.29-1640.12.28)은 청(淸) 태조(太祖) 누르하치(努爾哈赤, Nurhaci)의 동생 슈르하치(舒爾哈赤, Šurhaci)의 차남이다. 천총(天聰) 초기 4대 버일러(四大貝勒) 중 1명이다.

## 생애
만력(萬曆) 36년(1608) 아민은 추연(褚英, Cuyen)과 함께 울라(烏喇, Ula)를 정벌하여 의한산성(宜罕山城)을 함락함으로써 첫 전투를 승리로 이끌었다. 후에 누르하치는 다시 울라를 토벌하였고, 부잔타이(布占泰, Bujantai)는 3만명을 이끌고 저항했으며, 여러 장수들이 전투를 주장했지만 누르하치는 중지하였다. 이때 아민은 '부잔타이가 이미 출성했는데 어째서 우리는 싸우지 않는가'라고 하였고, 이에 누르하치는 전투를 결심, 마침내 울라를 멸망시켰다. 천명(天命) 원년(1616), 다이샨(代善, Daišan), 망굴타이(莽古爾泰, Manggūltai), 홍타이지(皇太極, Hong Taiji)는 호쇼이 버일러(和碩貝勒)를 제수받고 사대버일러(四大貝勒)라고 불리며 국정을 집정했다. 아민은 순서상 '이버일러(二貝勒)'였다.
천명 4년(1619) 명(明) 경략(經略) 양호(楊鎬)가 대거 침략을 감행하자, 아민은 누르하치를 따라 사르후(薩爾滸, Sarhu) 산에서 명군을 격파했다. 이후 다시 동악로(棟鄂路)를 방어하여 명 총병(總兵) 유정(劉綎)의 군대를 저지하였고, 이후 쫓아 온 다이샨의 원군이 유정 군대를 격파하였으며 군진에서 유정을 베었다. 이후 다시 명 장수 교일기(喬一琦) 군대를 공격하였고, 교일기는 굴라쿠(固拉庫) 언덕까지 도주했으며 조선 장수 강홍립(姜弘立, 중국 사료에서는 姜弘烈)과 합류하였다. 아민이 추격하여 강홍립은 투항하였고 교일기는 자살하였다.
사르후 전투 이후, 아민은 누르하치를 따라 여허(葉赫)를 멸망시키고 심양(瀋陽)과 요양(遼陽)을 함락시켰다. 진강성(鎭江城) 장수 진양책(陳良策)은 명군 장수 모문룡(毛文龍)에 투항하였고, 아민은 밤에 진강을 건너 진강성 수장을 죽였으며 모문룡은 패하여 달아났다. 천명 11년(1626) 아민은 칼카바린부(喀爾喀巴林部)를 공격하여 소속 둔채를 모두 취하였다.
천총 원년(1627) 청 태종(太宗) 홍타이지(皇太極)는 앞뒤로 적의 공격을 받을 것을 우려하였고, 아민에게 버일러 요토(岳託, Yoto) 등을 이끌고 조선을 침공하도록 지시하였다. 이로 인해 정묘호란(丁卯胡亂)이 발생하였다. 출진 직전 홍타이지는 아민에게 모문룡 부대를 몰살할 것을 지시하였다. 아민은 군대를 나눠 철산(鐵山)을 공격하였고 모문룡은 패주하였다. 다시 정주(定州)를 함락한 후 가산강(嘉山江)을 건넌 아민은 안주(安州)와 평양(平壤)을 함락시키고 중화(中和)로 진격하였다. 인조(仁祖)는 사신을 파견하여 화친을 제안하였다. 아민과 버일러들은 인조에게 답서를 보내어 일곱 가지 죄를 나열하면서 화친을 거절하였다. 이후 황주(黃州)를 공격하자 인조는 다시 사신을 보내어 화친을 요구하였다. 아민은 여전히 화친을 거절하고 한양(漢陽)을 직접 공격하고자 하였으나, 버일러들은 조선 사신이 당도한 후 화친을 맺고 맹세를 하기를 건의하였다. 총병 이영방(李永芳) 역시 '우리는 대한(大汗, amba han)의 명을 받들어 진격하는 것이며 이전에도 쌍방이 맹세를 한 후에 철군하라고 말하였는데, 악행을 자초하는 것은 불의한 행위이다'라고 말하였다. 이에 아민은 대노하며 이영방에게 소리치며 퇴청을 지시했다. 후금 군대가 평산(平山)을 공격하자 인조는 강화도(江華島)로 피신하였고 족제 원창군(原昌君) 이각(李覺)을 보내어 화친을 요구했다. 요토는 화친 후 철군을 건의했지만 아민은 '나는 이전부터 명과 조선의 궁전과 성지를 흠모하였는데 지금 여기까지 와서 어떻게 갑자기 돌아강단 말인가? 응당 군대를 주둔하여 둔전을 행하고 두두(杜度, Dudu)는 나의 숙질과 함께 여기에 주둔한다'고 하였다. 두두는 놀라며 '현재 대한이 나의 숙부인데 내가 어떻게 그를 멀리하고 너를 좇아 이곳에 주둔한단 말인가?'라고 말하였다. 지르갈랑(濟爾哈朗, Jirgalang) 역시 만류하였고, 이에 버일러들은 인조와 형제의 맹세를 할 것을 건의하였다. 아민은 병사를 풀어 약탈을 하게 하였고, 그로부터 3일 후에 분을 다 풀고서 귀환하였닼 홍타이지는 무정영(武靖營)에서 직접 아민 군대를 맞이하였고 아민에게 어의(御衣) 1벌을 하사하였다. 같은해 홍타이지를 따라 명을 정벌하였고 금주(錦州)를 포위하였으며, 영원(寧遠)을 공격하고는 명군 보병 1천 여명을 참하였다.
천총 4년(1630) 홍타이지는 몽골을 우회하여 북경(北京)을 직접 공격하였고, 잇달아 영평(永平), 난주(灤州), 천안(遷安), 준화(遵化) 네 성을 함락했다. 아울러 아민에게 버일러 쇼토(碩託, Šoto)를 데리고 5천 명을 끌고 주둔하게 하였다. 아민은 영평에 머물면서 기타 장수를 파견하여 세 성을 수비하게 하였가. 명 경략 손승종(孫承宗)이 공격해 와서 난주를 함락시켰다. 아민은 병력이 적어 중과부적이었고 이에 각 성에 성을 버리고 귀환할 것을 지시했다.
홍타이지는 이때 막 두두를 파견하여 구원하고자 하였으나 아민 등이 네 성을 저리고 돌아온다는 소식을 들었다. 홍타이지는 대노하여 버일러들을 소집하고 아민의 죄를 함께 논의했다. 이때 논의된 죄목으로는 네 성을 버린 것 이외에도 모반의 뜻을 품은 것, 조선에서 자립을 꾀했다는 것 등이 있었다. 논의 결과 아민은 사형에 처해졌지만, 홍타이지는 유폐를 지시하였다. 또한 아민의 재산 가운데 장(莊) 6곳, 원(園) 2곳, 노복 20명을 제외하고 나머지는 모두 몰수하여 지르갈랑에게 주었다. 숭덕 5년(1640) 아민은 유폐지에서 사망하였다.

## 가족

### 아내
- 정실：호이파나라씨(輝發納喇氏), 타이시(台詩) 버일러 딸
- 계실：호이파나라씨, 바인다리(拜音達里, Baindari) 버일러 딸
- 삼실：나라씨(納喇氏), 어주(額諸) 딸
- 사실：잘루트(扎魯特) 보르지기트씨(博爾濟吉特氏), 호쇼치 버일러(和碩齊貝勒) 로롱(洛隆) 딸
- 오실：보르지기트씨, 사트리(塞特里) 버일러 딸

### 아들
- 장남：홍코타이(宏科泰)
- 차남：진국공(鎭國公) 아일리(愛爾禮)
- 삼남：온간버이서(溫簡貝子) 굴마훈(固爾瑪渾)
- 사남：진국공 공가(恭阿)
- 오남：단순진국공(端純鎭國公) 고가이(果蓋)
- 육남：진국공 골라이(果賴)

홍코타이가 처형된 것 외에 나머지 다섯 아들은 모두 작위가 있음

## 참고문헌
- 赵尔巽等. “清史稿列传二”. 2010년 11월 30일에 원본 문서에서 보존된 문서. 2011년 3월 3일에 확인함.